# Dead Pit
Dead Pit (Original: The Dead Pit) ist ein US-amerikanischer Low-Budget-Horrorfilm des Regisseurs Brett Leonard aus dem Jahr 1989.

## Handlung
Der brillante Chefarzt einer staatlichen Nervenheilanstalt Dr. Colin Ramzi missbraucht im Geheimen die Patienten seiner Klinik für grauenhafte Experimente. Der wahnsinnige und vom Tod besessene Chirurg entnimmt dabei seinen lebenden Probanden in einem unterirdischen Laboratorium ihr Hirn, da er darin den Grund allen menschlichen Übels sieht. Als sein älterer Kollege Dr. Swan ihn zur Vernunft ermahnt, da er um seine berufliche Laufbahn fürchtet und Ramzi wenig später bei einer illegalen Gehirnentnahme ertappt, tötet er diesen in Notwehr und mauert ihn zusammen mit den Versuchsopfern ein.
20 Jahre später wird eine junge Frau auf der Straße umherirrend aufgefunden und ohne jegliche Erinnerung an ihre Vergangenheit in jene psychiatrische Klinik eingewiesen, die mittlerweile von Dr. Swan geleitet wird. In Ermangelung ihres richtigen Namens nennt sich die junge Frau einfach Jane Doe. Die Ärzte diagnostizieren bei ihr eine Amnesie, doch die Betroffene wehrt sie gegen diesen Befund und beharrt darauf, dass ihr in der Vergangenheit ein Teil ihres Gehirns operativ entfernt worden sei und sie so jeglicher Erinnerungen beraubt wurde.
Kurz nach ihrer Einlieferung kommt es zu einem starken Erdbeben, welches unglücklicherweise das versiegelte unterirdische Grab von Dr. Ramzi öffnet, so dass dieser als Untoter zusammen mit seinen zu Zombies mutierten Opfern erwacht. Der Wiedergänger macht sich sofort nach seiner Befreiung auf die Suche nach neuen Opfern, um seine skurrilen Versuche wiederaufzunehmen und sich gleichzeitig an Swan und dessen Gefolge zu rächen. So tötet er, vom Klinikpersonal zunächst unbemerkt, nach und nach Patienten als auch Angestellte der Anstalt.
Zeitlich versetzt beschließt Chefarzt Dr. Swan bei Jane eine Hypnotherapie einzuleiten, um so zu ihrem Unterbewusstsein vorzustoßen. Die von Alpträumen geplagte Amnesiepatientin, die unter traumatischen Visionen des blutverschmierten Chirurgen Dr. Ramzi leidet, konfrontiert Swan unbewusst mit dessen eigener Vergangenheit, woraufhin dieser ängstlich die Hypnose abbricht. Jane ahnt etwas unheilvolles, kann sich jedoch anfangs die übersinnlichen Ereignisse nicht erklären. Da ihr niemand Glauben schenken will, wendet sie sich an den Sprengstoffexperten Chris, um zur nächtlichen Stunde einen stillgelegten Gebäudetrakt zu untersuchen. Im Uhrenturm der Anstalt trifft Jane auf den untoten Dr. Ramzi und dessen Zombieschar.
Der Wahnsinnige überfällt daraufhin gemeinsam mit seinen lebenden Toten das angrenzende Klinikum und tötet eine Vielzahl der wehrlosen Patienten. Die psychiatrische Klinik fällt binnen kürzester Zeit den Heerscharen der Kreaturen zum Opfer. Durch Zufall entdecken Jane und Chris, dass die blutgierigen Wesen äußerst anfällig für Weihwasser sind und so wirksam bekämpft werden können. Am Ende des Films – Dr. Swan ist bereits tot – wird das „verseuchte“ Areal durch eine Sprengung eines geweihten Wasserbehälters überflutet; sämtliche Kreaturen werden vernichtet. Jane erkennt inmitten der chaotischen Lage ihre wahre Identität – der Wahnsinnige war ihr Vater – und übernimmt augenscheinlich dessen blutiges Werk.

## Kritiken
Das Lexikon des internationalen Films schrieb, die Inszenierung sei eine „wirre Geschichte, die Elemente des klassischen Gruselfilms und des modernen Horrorkinos der Spezialeffekte und -masken“ mische.